# تیاپروفنیک اسید
تیاپروفنیک اسید (انگلیسی: Tiaprofenic acid) یک داروی ضدالتهاب غیراستروئیدی (NSAID) از کلاس اسید آریل پروپیونیک (پروفن) است که برای درمان درد، به‌ویژه دردهای آرتریت استفاده می‌شود. دوز معمولی بزرگسالان ۳۰۰ میلی‌گرم دو بار در روز است. این دارو در کودکان توصیه نمی‌شود.
استفاده طولانی مدت از اسید تیاپروفنیک با سیستیت شدید همراه است که تقریباً ۱۰۰ برابر بیشتر از سایر NSAIDها است. در بیماران مبتلا به سیستیت و عفونت مجاری ادراری منع مصرف دارد. در کبد به دو متابولیت غیرفعال متابولیزه می‌شود. بیشتر دارو بدون تغییر از طریق ادرار دفع می‌شود. بیماری کلیوی دفع را مختل می‌کند و در بیماری کلیوی باید با احتیاط مصرف شود.
در سال ۱۹۶۹ ثبت اختراع شد و در سال ۱۹۸۱ برای استفاده پزشکی تأیید شد. در فرمول‌های عمومی موجود است. آماده‌سازی با رهش پایدار در دسترس است. این یک ایزومر از سوپروفن است.